# Siegener Loch
Das Siegener Loch war ein Tagesbruch am Rosterberg in Siegen im Februar 2004. Durch seine Ausmaße und die erhebliche Beschädigung von Wohnhäusern wurde der Bruch in der Gläserstraße weit über die Grenzen des Siegerlandes bekannt.

## Vorgeschichte
Bereits im 17. Jahrhundert wurde die Grube Hohe Grethe erwähnt, aus bis zu 8,5 m großen Kammern wurden dort tausende Tonnen Erz abgebaut. Braun- und Spateisenstein sowie Kupferkies wurden aus mehreren Stollen und zuletzt auch in moderatem Tiefbau gefördert. 1900 wurde die Grube endgültig geschlossen.
Die Betriebsabteilung Hohe Ley erstreckte sich unter einem Gebiet des Rosterbergs, durch das in heutiger Zeit die Gläserstraße mit dichter Wohnbebauung führt. Bereits 1961 berichtete ein Bauunternehmer, dass eines seiner Fahrzeuge abgesackt sei, im April 1965 tauchten dann Tagesbrüche auf. 
Schon seit 2000 wurden Sicherungsmaßnahmen durchgeführt, meist unbemerkt wurden alte Gänge und Stollen verfüllt.

## Geschehnisse ab 2004
Im Dezember 2003 tauchten Risse in Wohnhäusern in der Gläserstraße auf. Das zuständige Bergamt Recklinghausen beauftragte einen Sachverständigen zur Untersuchung der Rissbildungen, dieser führte die Risse auf die Erdbewegungen aufgrund des Bergbaus zurück.
Am 9. Februar 2004 wurde ein Gutachten erstellt, nachdem die Risse und die Senkung des Baugrundes Sicherungsmaßnahmen erforderlich machten. Eine Evakuierung im Falle von unter dem Gebiet verlaufenden Gängen wurde vorgeschlagen. Sie wurde jedoch abgelehnt. Am 10. Februar starteten die Untersuchungen des Bergamtes durch Bohrungen.
Am 12. Februar trat durch die Bohrungen ein erster Tagesbruch auf, ein Teil der Kellerwand des Hauses 112 stürzte ab. Das Haus wurde somit als einsturzgefährdet eingestuft und evakuiert. Am 20. Februar machte sich der nordrhein-westfälische Minister für Verkehr, Energie und Landesplanung Axel Horstmann vor Ort ein Bild und versprach Hilfe.
Trotz des Tagesbruchs wurden die Bohrungen fortgesetzt. Zwischen den Häusern 112 und 120 bildete sich eine Mulde, die am 25. Februar zum Tagesbruch wurde. Dieser hatte einen Durchmesser von ca. 10 m. In ihm verschwand durch Ausbrechen der Lochränder später eine ganze Birke. Weitere Häuser wurden evakuiert und die Bewohner in Hotels und bei Bekannten untergebracht. Zuständig für den Schadensersatz war laut Bergamt allein der Rechtsnachfolger der Bergwerkbetreiber, der allerdings nicht mehr ausfindig gemacht werden konnte (Bergbau ohne Rechtsnachfolger). Bis Ende Februar 2004 wurden knapp 1000 Kubikmeter Beton in die Tagesbrüche am Rosterberg gepumpt.
Am 10. Februar 2005 beendete das Bergamt die Sicherungsarbeiten in der Gläserstraße. Bis dahin waren ca. 22.000 t Baustoffe in den Berg eingebracht. 520 Bohrungen mit einer Gesamtlänge von 14 km wurden geteuft. Das Land NRW hat insgesamt vier Millionen Euro für die Sicherungsmaßnahmen ausgegeben.
In den Monaten Oktober und November 2008 traten weitere Tagesbrüche am Rosterberg auf, diese waren jedoch von wesentlich kleinerem Ausmaß als 2004. Die Sicherungsmaßnahmen im Bereich des Rosterbergs und unter der Siegerlandhalle zogen sich noch bis Ende 2010 hin. Seit 2007 wurde dazu eine Spezialfirma aus Thüringen herangezogen.